# 凱旋門賞ウィークエンド
凱旋門賞ウィークエンド（がいせんもんしょうウィークエンド、フランス語: week-end du Prix de l'Arc de Triomphe、英語: Prix de l'Arc de Triomphe weekend）は、フランスのパリロンシャン競馬場において凱旋門賞が施行される毎年10月1週の日曜日とその前日（土曜日）の2日間で行われる重賞競走の集中開催。
省略してアークウィークエンド（Arc Weekend）とも呼ぶ。日本では凱旋門賞ウィークや凱旋門賞デーとも呼ばれる。

## 概要
1920年に創設された凱旋門賞は世界最高峰の競走の1つとなったが、1984年に創設された1日に複数の高額賞金重賞競走を施行するアメリカのブリーダーズカップに地位を脅かされていた。
ブリーダーズカップに対抗するため、1988年にスポンサーとなったCigaホテルグループにより「Ciga Weekend」の名で週末に重賞競走を集め凱旋門賞とともに開催したことが始まりである。さらに1989年には開催の充実を図り土曜日に2歳G1競走グランクリテリウムを加え、1991年にも土曜日に長距離G1競走カドラン賞を加え、週末に5つのG1を開催することとなった。
1994年にスポンサーがトラストハウス・フォルテ（Trusthouse Forte）に戻ったが、この契約は3年で終わり1997年と1998年はスポンサー無しで開催されることとなった。なお、1995年にはグランクリテリウムが元の開催日程に戻されG1は4つに減っている。
1999年にルシアン・バリエール（Groupe Lucien Barrière）がスポンサーとなり2000年には凱旋門賞を総賞金額が1050万フランに増額、カドラン賞の開催を土曜日から日曜日に変更、オペラ賞をG1昇格と改編され凱旋門賞の開催日に5つのG1が施行されることとなる。さらに、2001年には日曜日にグランクリテリウムを加えG1を6つに増やした。また、2005年からは土曜日にフォレ賞も加わり2日間で7つのG1と4つのG2が開催される形式となった。
2008年にカタール競馬馬事クラブ（Qatar Racing and Equestrian Club）がスポンサーとなった。これにより凱旋門賞の総額賞金を前年の2倍となる400万ユーロとし、純血アラブの競走も開催されるようになった。さらに、2012年にはイギリスのブリティッシュ・チャンピオンズデーに対抗して凱旋門賞を除く競走の賞金を増額し週末開催全体の総賞金額を950万ユーロとした。
2019年にロワイヤリュー賞がG2からG1に昇格し、凱旋門賞ウィークにおけるG1競走は全8競走となった。

## 実施される重賞
日程は2021年のもの。毎年変更される可能性がある。

### 土曜日
| 施行    | 競走名                             | フランス語表記             | 格    | 出走資格      | 施行距離 | 賞金総額   |
| ------- | ---------------------------------- | -------------------------- | ----- | ------------- | -------- | ---------- |
| 第1競走 | ショードネイ賞                     | Prix Chaudenay             | G2    | 3歳           | 芝3000m  | 20万ユーロ |
| 第2競走 | アラビアントロフィー・デ・ジュモン | Arabian Trophy des Juments | G1 PA | 4歳アラブ牝馬 | 芝2000m  | 15万ユーロ |
| 第3競走 | ダニエルウィルデンシュタイン賞     | Prix Daniel Wildenstein    | G2    | 3歳以上       | 芝1600m  | 20万ユーロ |
| 第4競走 | カドラン賞                         | Prix de Cadran             | G1    | 4歳以上       | 芝4000m  | 30万ユーロ |
| 第5競走 | ロワイヤリュー賞                   | Prix de Royallieu          | G1    | 3歳以上牝馬   | 芝2800m  | 25万ユーロ |
| 第6競走 | ドラール賞                         | Prix Dollar                | G2    | 3歳以上       | 芝1950m  | 20万ユーロ |

### 日曜日
| 施行    | 競走名                           | フランス語表記                | 格    | 出走資格          | 施行距離    | 賞金総額    |
| ------- | -------------------------------- | ----------------------------- | ----- | ----------------- | ----------- | ----------- |
| 第1競走 | マルセルブサック賞               | Prix Marcel Boussac           | G1    | 2歳牝馬           | 芝1600m     | 30万ユーロ  |
| 第2競走 | ジャン・リュック・ラガルデール賞 | Prix Jean-Luc Lagardere       | G1    | 2歳牡馬・牝馬     | 芝1400m     | 35万ユーロ  |
| 第3競走 | アラビアンワールドカップ         | Arabian World Cup             | G1 PA | 4歳以上アラブ     | 芝2000m     | 70万ユーロ  |
| 第4競走 | 凱旋門賞                         | Prix de l'Arc de Triomphe     | G1    | 3歳以上牡馬・牝馬 | 芝2400m     | 500万ユーロ |
| 第5競走 | オペラ賞                         | Prix de l'Opera               | G1    | 3歳以上牝馬       | 芝2000m     | 40万ユーロ  |
| 第6競走 | アベイ・ド・ロンシャン賞         | Prix de l'Abbaye de Longchamp | G1    | 2歳以上           | 芝直線1000m | 35万ユーロ  |
| 第7競走 | フォレ賞                         | Prix de la Forêt              | G1    | 3歳以上           | 芝1400m     | 30万ユーロ  |

## 世界的な競馬イベント同日複数重賞競走
- ペガサスワールドカップデー - アメリカにおいてペガサスワールドカップを含む1日で7つの重賞競走を実施。時期は1月下旬。
- サウジカップデー - サウジアラビアにおいてサウジカップを含む1日で6つの重賞競走を実施。時期は2月下旬。
- ドバイワールドカップミーティング - ドバイにおいてドバイワールドカップを含む1日で5つのG1競走を実施。時期は3月最終土曜日。
- 香港チャンピオンズデー - 香港においてクイーンエリザベス2世カップを含む1日で3つのG1競走を実施。時期は4月最終日曜日。
- ロイヤルアスコット開催 - イギリスにおいて5日間で8つのG1競走を実施。時期は6月中旬。
- アイリッシュチャンピオンズフェスティバル - アイルランドにおいてアイリッシュチャンピオンステークスを含む2日間で10の重賞競走を実施。時期は9月上旬。
- ブリティッシュ・チャンピオンズデー - イギリスにおいてチャンピオンステークスを含む1日で5つの重賞競走を実施。時期は10月下旬。
- フューチャー・チャンピオンズデー - イギリスにおいて上記のブリティッシュ・チャンピオンズデーから派生する形で2歳戦を主として、2日で9つの重賞競走を実施。開催時期は10月第2週。
- ブリーダーズカップ - アメリカにおいてブリーダーズカップ・クラシックを含む2日間で14のG1競走を実施。時期は10月下旬 - 11月上旬。
- ジャパンブリーディングファームズカップ - 日本においてJBCクラシックを含む3つのJpn1競走を1日で実施。時期は主に11月3日、またはその付近。
- 香港国際競走 - 香港において香港カップを含む1日で4つのG1競走を実施。時期は12月第2日曜。